# Antoine-Alexandre Barbier
Antoine Alexandre Barbier (Coulommiers, 11 de janeiro de 1765 – Paris, 5 de dezembro de 1825) foi um bibliotecário e bibliógrafo francês.

## Biografia
Nasceu em Coulommiers (Sena e Marne). Recebeu as ordens sacerdotais, das quais, no entanto, foi finalmente liberado pelo papa Pio VII em 1801. Em 1794 tornou-se membro da comissão temporária das artes, e foi encarregado de distribuir entre as diversas bibliotecas de Paris os livros que haviam sido confiscados durante a Revolução Francesa. Na execução desta tarefa descobriu as cartas de Pierre-Daniel Huet, bispo de Avranches, e os manuscritos das obras de François Fénelon.
Tornou-se bibliotecário sucessivamente no Diretório Francês, no Conseil d'État e em 1807 para Napoleão Bonaparte, de quem recebeu várias incumbências. Produziu uma obra básica em seu Dictionnaire des ouvrages anonymes et pseudonymes (4 volumes, 1806-1809). Somente a primeira parte de seu Examen critique et complément des dictionnaires historiques (1820) foi publicada.
Participou da fundação das bibliotecas do Louvre, de Fontainebleau, de Compiègne e Saint-Cloud; no reinado de Luís XVIII, tornou-se administrador das bibliotecas particulares do rei, mas em 1822 foi privado de todos os seus cargos. Barbier morreu em Paris, aos 60 anos.

## Publicações
- Catalogue des livres de la bibliothèque dit Conseil d’État, Paris, 1801-1803, 2 volumes in-fol.;
- Dictionnaire des ouvrages anonymes et pseudonymes composés, traduits ou publiés en français, avec les noms des auteurs, traducteurs et éditeurs 1806-1809, 4 volumes in-8°, 2.ª ed., 1822-1827 pelo qual ele é mais conhecido;
- Nouvelle Bibliothèque d’un homme de goût, 1807, 6 volumes in-8°;
- Examen critique et complément des dictionnaires historiques les plus répandus, depuis le Dictionnaire de Moreri até Biographie universelle inclusivement, 1820, in-8°, tomo 1.º. Trabalho inacabado.

Ele também é responsável por um grande número de folhetos informativos e artigos inseridos no Mercure de France, na Magasin encyclopédique, na Revue encyclopédique, e na Encyclopédie moderne de Eustache-Marie Courtin.